# Мехина (неформальное образование)
Мехина (ивр. מכינה קדם-צבאית‎) — автономная единица специализированных учебных заведений ценностного неформального образования и довоенной подготовки в Израиле. Финансируются и поддерживаются Министерствами Образования и Обороны, а также Армией Обороны Израиля.

## Структура
Первая религиозная Мехина Бней Давид была основана в 1988 в деревне Эли, Западном берегу реки Иордан. По состоянию на 2017, в Израиле функционируют 46 мехин на территории от Верхней Галилеи на севере до Аравы на юге. Они поделены на 22 религиозные мехины и 24 мехины общего типа. Пропускная способность — 3300 студентов в год. Миссия Мехин заключается в подготовке к сознательной службы в армии, воспитании лидеров локальных общин, которые могли бы влиять на общество и государство. Программные блоки включают изучение иудаизма, еврейских традиций, сионизма, а также имеют целью развитие лидерских навыков, волонтерство, военную подготовку.

## Специализация Мехин
Все мехины делятся на секулярные, религиозные и смешанные.

## Финансирование

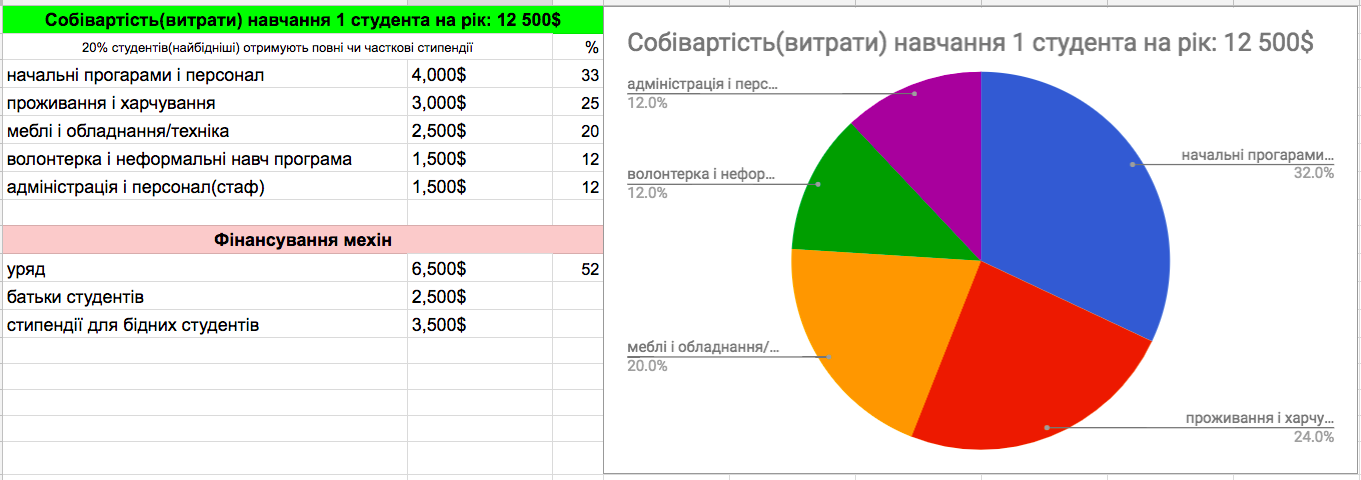
Бюджет расходов и финансирования Мехин

Финансирование Мехин осуществляется из нескольких источников: правительство, родители студентов, меценаты и спонсоры. Себестоимость обучения 1 студента в год составляет приблизительно $ 12500.

## Студенты
В основу обучения в Мехинах положены особые национальные ценности сионизма, демократии, плюрализма и толерантности. Около 25 % Студентов происходят из социальной, экономической и географической периферии Израиля. Поэтому Мехины обеспечены государственным финансированием и стипендиями для талантливых студентов.

## Выпускники
Почти 90 % выпускников Мехин занимают высокие должности в Армии обороны Израиля, согласно закону «Мэхин», принятым в Кнессете в 2008 году. В первую очередь это работа в боевых и специальных подразделениях, непосредственно участвующих в боевых действиях. 25 % выпускников офицерских курсов и 10 % выпускников курсов пилотирования в академии ВВС Израиля выпускники Мехин. Командиры батальонов и дивизий предпочитают работать с выпускниками Мехин, поскольку год обучения, личностного развития и волонтерства учат их быть лидерами, готовыми взять на себя ответственность, а также быть примером, решать сложные ситуации, требующие высокого уровня моральных качеств и опыта, который они получают в процессе обучения в Мехине.